# Відзнаки Київського міського голови
Відзнаки Київського міського голови — заохочувальні відзнаки Київського міського голови, запроваджені для відзначення працівників підприємств, установ та організацій міста Києва, громадян України, іноземних громадян за визначні заслуги у розвитку економіки та соціальної сфери міста Києва, збагачення національної інтелектуальної і культурної спадщини, плідну громадську діяльність.
Чинна система нагород була запроваджена 1 червня 2000 року відповідно до статті 22 Закону України «Про місцеве самоврядування в Україні» (280/97-ВР) та статті 3 Закону України «Про столицю України — місто-герой Київ» та включала звання «Почесний громадянин міста Києва» та заохочувальні відзнаки Київського міського голови. Станом на березень 2023 Київською міською радою встановлені такі заохочувальні відзнаки Київського міського голови:
1. Нагрудний знак «Знак Пошани».
2. Почесна грамота Київського міського голови.
3. Подяка Київського міського голови.
4. Нагрудний знак «Меценат міста Києва».
5. Медаль «Честь. Слава. Держава».
6. Нагрудний знак «За сприяння обороні Києва».

## Нагрудний знак «Знак Пошани»
Нагрудний знак «Знак Пошани» — вручається мешканцям столиці, іноземним громадянам за значні особисті заслуги у розвитку економіки, бізнесу та соціальної сфери Києва, благодійну, гуманістичну і громадську діяльність. Нагородження нагрудним знаком «Знак Пошани» проводиться через три роки після нагородження Почесною грамотою та оголошення Подяки Київського міського голови.
Особам, нагородженим нагрудним знаком «Знак Пошани», вручається іменний годинник Київського міського голови.
Нагрудний знак «Знак Пошани» являє собою хрест білої емалі з рельєфними зображеннями золотого каштанового листя на діагоналях та центральним круглим медальйоном синьої емалі з рельєфним золотим зображенням Архістратига Михайла.

## Почесна грамота Київського міського голови[3]
Почесна грамота Київського міського голови — відзнака працівникам підприємств, установ і організацій міста, які зробили вагомий особистий внесок у створення матеріальних і духовних цінностей, досягли визначних успіхів у науковій та іншій творчій роботі, високої майстерності у професійній діяльності. Почесною грамотою Київського міського голови нагороджуються, як правило, через три роки після оголошення Подяки Київського міського голови.
Особам, нагородженим Почесною грамотою Київського міського голови, одночасно вручаються нагрудний знак та іменний годинник Київського міського голови.
Нагрудний знак до Почесної грамоти Київського міського голови виготовляється з жовтого металу. На аверсі нагрудного знака зображення герба міста Києва. Зображення герба прикрашено рослинним орнаментом (стиль — бароко) з написом внизу під гербом золотими буквами «Київ». На реверсі знака напис по колу «Почесна грамота Київського міського голови» та застібка.

## Подяка Київського міського голови
Подяка Київського міського голови- відзнака працівникам підприємств, установ і організацій міста, які зробили особистий внесок у розвиток усіх сфер життєдіяльності міста, досягли визначних успіхів у науковій та іншій творчій роботі, високої майстерності у професійній діяльності.
Особам, яким оголошено Подяку, одночасно вручаються нагрудний знак та іменний годинник Київського міського голови.
Нагрудний знак до Подяки Київського міського голови виготовляється з білого металу. На аверсі нагрудного знака зображення герба міста Києва. Зображення герба прикрашено орнаментом з написом внизу під гербом срібними буквами «Подяка».